# Cayetano Campana
Cayetano Campana (Montevideo, 7 de agosto de 1790 - Buenos Aires, 12 de abril de 1871) fue un abogado y político argentino de origen oriental, que ejerció varios cargos públicos y fue diputado al Congreso General de 1824, votando la Constitución Argentina de 1826.

## Biografía
Era hijo del irlandés Andrés Campbell y de la brasileña Bárbara Espíndola, y hermano del abogado Joaquín Campana. Se doctoró en derecho en la Universidad de Córdoba en el año 1817, cuando su hermano Joaquín ya había pasado por la Junta Grande y había sido deportado.
Durante un tiempo fue profesor en la Universidad de Córdoba. En marzo de 1819 se instaló definitivamente en Buenos Aires, donde acompañó al general Cornelio Saavedra como secretario, durante la breve gestión de éste como comandante general de Campaña. En 1821 y 1822 trabajó como asesor legal del cabildo porteño, hasta que éste fue disuelto por Bernardino Rivadavia. Posteriormente fue juez de primera instancia en la capital. Fue redactor del periódico La voz del pueblo, vocero de los abogados porteños.
En 1826 fue diputado al Congreso Constituyente por la Provincia Oriental, y votó la constitución unitaria.
Pasó los años siguientes ejerciendo como abogado particular; entre sus clientes estuvo un famoso falsificador italiano, que fue condenado y fusilado en 1830. Participó de las agitaciones relacionadas con la Revolución de los Restauradores y en 1837 fue elegido diputado provincial, partidario leal e incluso obsecuente del gobernador Juan Manuel de Rosas. En 1840 fue beneficiario de una cesión de seis leguas de campo por parte del gobierno provincial, en premio a su lealtad para con la "causa de la Santa Federación", es decir, de Rosas. En 1844 fue nombrado miembro de la Cámara de Apelaciones provincial, y continuó en su cargo hasta la batalla de Caseros.
Tras la caída de Rosas tuvo una actuación ambigua, pero participó en la revolución del 11 de septiembre de 1852, dirigida por su cuñado, el general José María Pirán. Durante la gobernación de Manuel Guillermo Pinto volvió a formar parte del poder judicial.
Falleció en Buenos Aires en abril de 1871.